# Pseudantiora indiscreta
Pseudantiora indiscreta är en fjärilsart som beskrevs av Paul Dognin 1923. Pseudantiora indiscreta ingår i släktet Pseudantiora och familjen tandspinnare. Inga underarter finns listade i Catalogue of Life.